# Repülőmakifélék
A repülőmakifélék (Cynocephalidae) a bőrszárnyúak rendjének egy családja – a modern rendszerezés az Euarchonta csoport egy rendjének tekinti őket. Két nem egy-egy ma élő faja tartozik a családba.
A repülőmakik és a mókuscickányok közös ősének fejlődése mintegy 70 millió éve, a késő kréta időszakban vált külön a főemlősökétől; e két rend egymástól mintegy 55 millió éve különült el.

## Jellemzőik
A repülőmakik fán élő, a mókuscickányokhoz és a félmajmokhoz hasonlóan éjszakai állatok.
Nem makik és nem repülnek – viszont ügyes vitorlázók. Akár a többi vitorlázó emlősnek (az amerikai és eurázsiai repülőmókusoknak, az afrikai pikkelyesfarkú mókusoknak, az ausztráliai és új-guineai vitorlázó erszényeseknek), a repülőmakiknak is egyetlen, nagy bőrlebenyük van: ez a patagium. A többi vitorlázótól eltérően a repülőmakik patagiuma magába foglalja a farkot is, és teljesen végigér a végtagokon, azaz a kéz- és lábujjak hegyére feszül. Éppen ezért a repülőmakik "szárnyának" 70 cm-es fesztávolsága nagyobb, mint bármely más, vitorlázó emlősé. A repülőmakik akár hetven métert is vitorlázhatnak egyik fától a másikig az éjszakai erdőben úgy, hogy közben csak pár métert veszítenek magasságukból. Ekkora légiutakhoz kiváló térlátásra van szükség, ezért szemeik nagyok, és  retinájuk mögött az éjszakai látást segítő tapetum lucidum (fényvisszaverő réteg) feszül.
A földön meglehetősen ügyetlenül mozognak.

## Szaporodásuk
A repülőmakik rövid vemhesség után hozzák világra még igen fejletlen kicsinyeiket, akik éppen ezért fokozott gondoskodásra szorulnak. Ehhez a repülőmaki anya előre, a hasa alá hajtja farkát és vele a patagiumot, és az ágak alá függeszkedve ebben a rögtönzött erszényszerűségben tartja a csemetéket.

## Rendszerezés
A család az alábbi nemeket és fajokat foglalja magában.
- Cynocephalus (Boddaert, 1768) – 2 faj
  - Maláj repülőmaki (Cynocephalus variegatus)
  - Repülőmaki (Cynocephalus volans)
- Dermotherium – kihaltak